# Nicky Jam
Nick Rivera Caminero, alias Nicky Jam, născut în Boston, Massachusetts, 17 martie 1981, este un cântăreț și compozitor american, de reggaeton.

## Biografie
Nick Rivera Caminero aka Nicky Jam, născut în Boston, Massachusetts, pe 17 martie 1981, de un tată Puerto Rican și o mamă dominicană [1]. Născut în Statele Unite ale Americii, Nicky Jam s-a mutat cu părinții săi, la vârsta de 10 ani, la San Juan, în Puerto Rico. De la o vârstă fragedă, Nicky este scufundat în cultura reggaetonului și începe să cânte în supermarketurile din cartierul său. Într-o zi, talentul său a atras atenția soției unui director al unei companii de discuri. La vârsta de 14 ani, nativul din Boston a compus prima sa înregistrare: Distinto a los Demás. Totul se accelerează pentru tânărul minune, care a format în anii 1990 un duet cu Daddy Yankee. Cei doi artiști din Puerto Rico compun mai multe sunete, dar dezacordurile dintre cei doi artiști provoacă separarea lor în 2004. Un an dificil care începe să se încurce în cariera sa. Pentru a revigora, Nicky Jam a decis să se alăture Medellínului între 2007 și 2010. În această perioadă a fondat propria etichetă numită La Industria, Inc.
În 2014, Nicky Jam a lansat un album intitulat Greatest Hits, Vol. 1: un succes la nivel continental pentru cântăreața cu aceste hituri ca Voy a Beber, Si Tu Nu Estas, Piensas en Mi sau Travesuras. În 2015, Nicky Jam a lansat, în duo cu Enrique Iglesias, "El Perdon", care sa dovedit a fi un succes în America Latină și Europa, ajungând la vârful topurilor din Spania, Italia, Elveția, Olanda și Europa. La Franța. Ei primesc, de asemenea, premiul pentru cea mai bună performanță urbană la ceremonia de decernare a premiilor Grammy Latin 2015.

## Discografie

### Albume
- Haciendo escante (2001)
- Vida escante (2004)
- The Black Carpet (2007)
- Fenix (2017)
- Intimo (2019)

EP
- Distinto a los Demás (1995)

### Singur
- 1998: Descontrol
- 2001: En la Cama (feat. Daddy Yankee)
- 2001 : Vamos A Perriar
- 2003 : Me Voy Pa'l Party
- 2003 : Yo No Soy Tu Marido
- 2004 : Tus Ojos
- 2004 : Loco
- 2004 : Chambonea
- 2004 : Vive Contigo
- 2004 : Pasado (feat. RKM y Ken-Y)
- 2006 : Mayor que yo (Remix) (feat. La India, RKM y Ken-Y, Carlito's Way)
- 2007 : Ton Ton Ton (feat. RKM y Ken-Y)
- 2014 : Travesuras
- 2014 : Travesuras (Remix) (feat. Arcangel, J Balvin, Zion, De La Ghetto)
- 2015 : El Perdón (feat. Enrique Iglesias)
- 2015 : Forgiveness (feat. Enrique Iglesias)
- 2016 : Hasta el Amanecer
- 2017 : El Amante
- 2017 : El Ganador
- 2020 : Desahogo (Feat. Carla Morrison)
- 2020 : Vida Loca (Feat. Black Eyed Peas, Tyga)
- 2020 : Sube La Music (Feat. De La Ghetto)

1. ↑  Allmusic, accesat în 23 martie 2022
2. ↑   https://www.buenamusica.com/nicky-jam Lipsește sau este vid: |title= (ajutor)
3. ↑  El reguetonero secular Nicky Jam testifica de Cristo como nunca antes (în spaniolă)
4. 1 2  CONOR.SI[*] Verificați valoarea |titlelink= (ajutor)
5. ↑   https://remezcla.com/music/nicky-jam-to-receive-hall-of-fame-award-at-2022-billboard-latin-music-awards/ Lipsește sau este vid: |title= (ajutor)
6. ↑  „El Albariño habría sonado ayer a ritmo de Nicky Jam” (în spaniolă). www.elcorreogallego.es. Accesat în 10 mai 2021.